# Střezimíř
Střezimíř település Csehországban, a Benešovi járásban. Střezimíř Borotín, Sedlec-Prčice, Červený Újezd és Mezno településekkel határos. Lakosainak száma 313 fő (2024. január 1.).

## Népesség
A település lakosságának változását az alábbi diagram mutatja:
| Lakosok száma | 968  | 802  | 711  | 551  | 408  | 339  | 315  | 315  | 323  | 313  |
|               | 1869 | 1890 | 1921 | 1950 | 1980 | 2001 | 2017 | 2019 | 2022 | 2024 |